# Віє (грузинська літера)
Віє (ჳიე) або ве (ჳე) — раніше двадцять друга літера грузинської абетки, що позначає невластивий цій мові звук [ʊ]. В сучасній грузинській абетці літера відсутня, проте використовується у сванській мові на позначення звуку [w].

## Історія
| Асомтаврулі | Нусхурі | Мхедрулі |
| ----------- | ------- | -------- |
|             |         |          |

## Юнікод
- Ⴣ — U+10C3
- ჳ — U+10F3